# Czerwin
Czerwin è un comune rurale polacco del distretto di Ostrołęka, nel voivodato della Masovia.
Ricopre una superficie di 171,13 km² e nel 2004 contava 5 342 abitanti.